# Thomas Eagleton
Thomas Francis Eagleton, född 4 september 1929 i Saint Louis, Missouri, död 4 mars 2007 i Saint Louis, Missouri, var en amerikansk demokratisk politiker. 
Eagleton var viceguvernör i Missouri 1965–1969 och ledamot av USA:s senat för Missouri 1969–1987. Demokraterna nominerade honom till vicepresidentkandidat i presidentvalet i USA 1972, men han drog tillbaka sin kandidatur mitt i kampanjen sedan det avslöjats i massmedia att Eagleton haft psykiska problem och tidvis vårdats på sjukhus för dessa. Eagleton hade bland annat behandlats med ECT.
Han var bosatt i Saint Louis, Missouri.